# Musculus adductor pollicis
De musculus adductor pollicis (Latijn voor “duimstrekker”) is de sterkste skeletspier van de bal van de duimmuis (thenar). De spier ligt diep in de duimmuis, direct tussen de musculi interossei I en II en vormt een driehoekige spierplaat in de middenhand.

## anatomie
De spier heeft twee koppen: het caput obliquum en het caput transversum. Het caput obliquum komt voort uit het os capitatum, de basis van het middenhandsbeentjes II en III, het ligamentum intercarpeum en de omhulling van de pees van de musculus flexor carpi radialis. Het caput transversum is driehoekig en komt voort uit het onderste twee derde deel van de zijkant van de hand van het derde middenhandsbeentje.
De musculus adductor pollicis brengt de duim dichter bij de wijsvinger en zorgt in geringe mate voor de oppositie en strekken van de duim.
De musculus adductor pollicis wordt geïnnerveerd door de nervus ulnaris. De polsslagader loopt tussen de twee koppen van de spier, van de handrug tot in de handpalm.

## klinische betekenis
Als de functie van de musculus adductor pollicis verloren gaat (meestal als gevolg van verlamming van de nervus ulnaris), wordt de duim aan het eindgewricht gebogen om iets tussen duim en wijsvinger vast te kunnen houden. Deze beweging wordt uitgevoerd door de musculus flexor pollicis longus, die wordt geïnnerveerd door een andere zenuw, namelijk de nervus medianus. Het overeenkomstige klinische teken wordt het teken van Froment genoemd.